# Neksus

Połączenie szczelinowe

Neksus, połączenie szczelinowe (łac. macula communicans; połączenie komunikacyjne jonowo-metaboliczne) to rodzaj połączenia międzykomórkowego, który składa się z kanału hydrofilowego oraz wąskiej szczeliny międzykomórkowej o szerokości 2-4 nm. Kanał ten zbudowany jest z sześciu podjednostek białkowych – koneksyn, które tworzą heksagonalny układ o strukturze pierścieniowej (tzw. konekson). Jedno połączenie szczelinowe składa się z dwóch koneksonów (półkanałów), które pochodzą z dwóch sąsiadujących komórek. 
Kanał w zależności od konformacji koneksyn może występować w stanie otwartym lub zamkniętym. Na konformację wpływa wiele czynników, m.in. różnica potencjałów między komórkami, potencjał błonowy każdej komórki, pH, stężenie wolnego Ca2+. Średnica kanału wynosi około 1,4 nm i pozwala na przemieszczanie się cząsteczek o masie do 1000 Da, jonów i drobnych cząsteczek rozpuszczalnych w wodzie (np.cukry i nukleotydy). 
Neksus występuje w większości tkanek u niemal wszystkich zwierząt (nie spotyka się go u najbardziej prymitywnych jak gąbki). U bezkręgowców zamiast koneksyn występują ineksyny. Podobne funkcje w komórkach roślinnych pełnią plazmodesmy. 
W komórkach nerwowych połączenia szczelinowe tworzą synapsy elektryczne.